# Le Crotoy
Le Crotoy är en kommun i departementet Somme i regionen Hauts-de-France i norra Frankrike. Kommunen ligger i kantonen Rue som tillhör arrondissementet Abbeville. År 2022 hade Le Crotoy 1 965 invånare.

## Befolkningsutveckling
Antalet invånare i kommunen Le Crotoy
| Referens: INSEE |